# Grammonota vittata
Grammonota vittata är en spindelart som beskrevs av Barrows 1919. Grammonota vittata ingår i släktet Grammonota och familjen täckvävarspindlar. Inga underarter finns listade i Catalogue of Life.